# Abendspaziergang
Abendspaziergang ist ein zu Lebzeiten unveröffentlicht gebliebener Dialog von Arthur Schnitzler, der 1905 fertiggestellt war. Er handelt von einem Paar, dessen Beziehung beendet ist, und das dadurch ehrlicher als früher miteinander spricht.

## Inhalt
Im Wiener Prater unterhalten sich ein Mann und eine Frau darüber, dass sie eben die Beziehung beendet haben. Während er die finalen Worte ausgesprochen hat, will sie es längst gewusst haben. Nun können sie freier plaudern und er bringt sie dazu, über ihre „Untreue“ während der Beziehung zu sprechen: dass sie in Alkibiades verliebt war, in Casanova, dass sie nacktes Baden am Luganersee befriedigt habe, und dass sie sich in der Hofkirche in Innsbruck für Artus Gefühle entwickelte. Er tut alles als Phantastereien ab, worauf sie noch einen körperlichen Betrug während der Beziehung berichtet – ein englischer Offizier im Urlaub am Karersee – das „ist aber ohne Bedeutung“. Darüber ärgert sich der Mann und während er sich wütend verabschiedet, bleibt sie zurück und fällt ihr Urteil: „Sie sind doch immer noch etwas dümmer als man vermutet.“

## Entstehung
Am 26. Juni 1901 war Schnitzler mit seiner zukünftigen Frau Olga in der Hofkirche in Innsbruck, wo sie die Statue des Theoderich sahen. In Folge entwarf er die Novelle Dämmerseele (Die Fremde), aber vermutlich auch diesen Dialog. In seinem Tagebuch notierte Schnitzler am 13. Dezember 1905: „Nm. zur Versendung „Abendspazierg.“ (Dialog) fertig gemacht – und nicht weggeschickt.“
Eine Handschrift ist nicht erhalten, sehr wohl ein Typoskript. Das Findbuch des Arthur-Schnitzler-Archivs verzeichnet: Seiten 1–13, Maschinenschrift mit handschriftlichen Korrekturen Schnitzlers. Das originale Typoskript liegt heute mit der Signatur A120,5 im Nachlass Schnitzlers in der Cambridge University Library.